# Torii-Schule

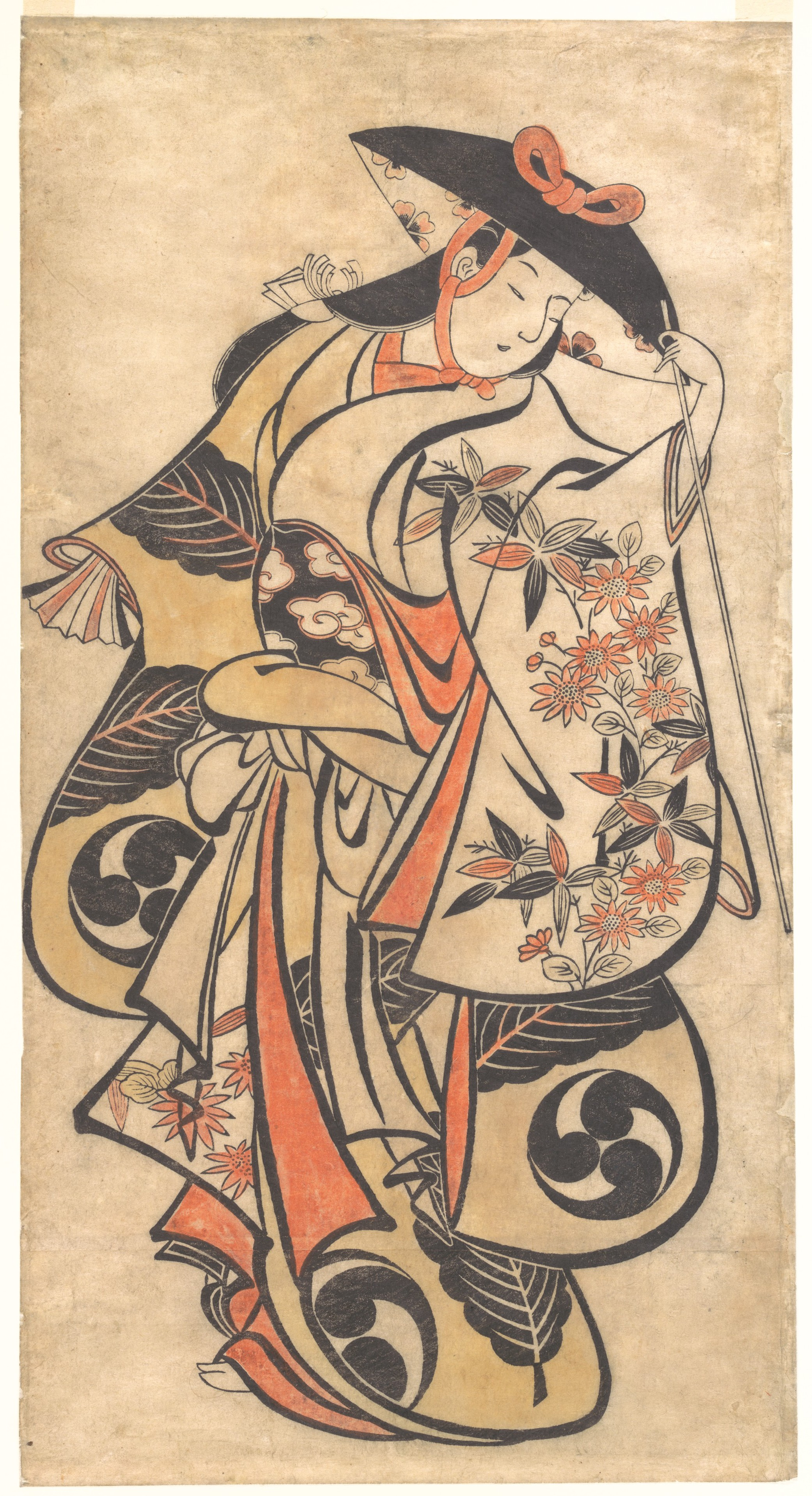
Ein Druck von Kiyonobu I.

Die Torii-Schule (japanisch 鳥居派, Torii-ha) von Holzschnitt-Künstlern der Familie Torii ist die einzige Schule in Japan, die ihren Stil bis heute erhalten hat.

## Übersicht
Die Mitglieder der Torii-Schule besaßen während des größten Teils des 18. Jahrhunderts ein Monopol bei der Herstellung von Plakaten, Theaterprogrammen und illustrierten Büchern mit Bezug zum Kabuki in Edo. Beginnend in der späten Phase der Genroku-Ära (1688–1704) begann die Künstlerfamilie Torii die Standards der Darstellung zu setzen, was das Gebiet Kabuki betraf. Das beeinflusste die Holzschnitte des Ukiyo-e für die kommenden Dekaden.
Torii Kiyonobu I. (1669–1729) wurde traditionell als Begründer der Schule und damit als ihr erstes Oberhaupt angesehen. Aber mindestens zwei Künstler, die den Namen Torii tragen, gehen ihm voran. Einer war sein Vater Torii Kiyomoto (1645–1702), geboren in Osaka. Dieser begann 1692 Kamban-e (看板絵) – Theaterplakate für das Kabuki-Theater „Ichimura-za“ (市村座) herzustellen. Ein anderer Meister, Torii Kiyotaka (Lebensdaten unbekannt), war ein Lehrer von Torii Kiyonobu I. Er gilt als ältester Vorfahre. Er kann aber auch zu einer älteren Torii-Linie gehören. Vielleicht stammt Torii Kiyomasu I. auch aus dieser Zweiglinie.
Nach dem Tode von Kiyonobu I. nannte sich ein anderer Künstler Kiyonobu II., war aber nicht Nachfolger was die Leitung der Schule betraf. Torii Kiyomasu II., Kiyonubus Schwiegersohn, wurde Oberhaupt. Der dritte nominelle Leiter war dann Torii Kiyomitsu I., Sohn von Kiyomasu II.
Drei Jahre nach Kiyomitsus Tod wurde einer seiner besten Schüler als Torii Kiyonaga das vierte Oberhaupt. Er etablierte aber bald zusammen mit Suzuki Harunobu und Kitagawa Utamaro seinen eigenen Stil „Schöner Frauen“ (美人画、Binjin-ga), der ihn einzigartig unter den Vertretern seiner Schule macht.
Kiyomitsus Enkel Shōnosuke (1788–1868) führte als fünftes Oberhaupt unter dem Namen Torii Kiyomitsu II. die Linie weiter.
Mit der Meiji-Restauration 1868 endete das Prinzip der Schulen, die Künstlerfamilie Torii besteht weiterhin. Das 7. Oberhaupt war Torii Kotondo, gegenwärtig wird die Schule durch einen Torii Kiyomitsu (geboren 1938) vertreten.